# Tantum ergo (Bruckner, 1854)
Tantum ergo, WAB 44 ist die letzte von acht Vertonungen des Hymnus Tantum ergo von Anton Bruckner.

## Geschichte
Bruckner komponierte die Motette um 1854 während seines Aufenthalts im Stift St. Florian. Das Originalmanuskript ist verschollen. Eine autographe Stimmpartitur wird im Archiv des Stifts aufbewahrt.
Die Motette wurde erstmals in Band II/2, S. 256–258 der Göllerich/Auer-Biographie veröffentlicht. Sie ist in Band XXI/18 der Gesamtausgabe eingeordnet.

## Musik
Das Werk von 29 Takten in B-Dur ist besetzt mit gemischtem Chor, 2 Violinen, 2 Trompeten und Orgel.
Am 25. Juni 2017 erscheint eine Neuausgabe der Partitur von Cohrs, vorbereitet für die Anton Bruckner Urtext Gesamtausgabe „mit rekonstruierten Stimmen“ von Viola, Cello und Kontrabass und Hinzufügung von Pauken wurde von Łukasz Borowicz mit dem RIAS Kammerchor und der Akademie für Alte Musik Berlin uraufgeführt.

## Diskografie
Von dieser letzten Vertonung von Tantum ergo gibt es nur drei Aufnahmen:
- Richard Proulx, Cathedral Singers and Chamber Orchestra, Rediscoverd Masterpieces – CD: GIA 515, 1998
- Thomas Kerbl, Chorvereinigung Bruckner 09, Anton Bruckner Chöre/Klaviermusik – CD: LIVA 034, 2009
- Łukasz Borowicz, RIAS Kammerchor, Akademie für Alte Musik Berlin, Raphael Alpermann (Orgel), Anton Bruckner – Missa solemnis – CD: Accentus ACC 30429, 2017 (Cohrs-Ausgabe)